# NGC 6375
NGC 6375 (другие обозначения — UGC 10875, MCG 3-44-9, ZWG 111.42, KCPG 519B, NPM1G +16.0475, PGC 60384) — эллиптическая галактика (E) в созвездии Геркулес.
Этот объект входит в число перечисленных в оригинальной редакции «Нового общего каталога».